# جو فاريل (لاعب كرة قاعدة)
جو فاريل (بالإنجليزية: Joe Farrell)‏ هو لاعب كرة قاعدة أمريكي، ولد في 1857 في بروكلين في الولايات المتحدة، وتوفي بنفس المكان في 17 أبريل 1893.